# Preiner Gscheid
Das Preiner Gscheid (1070 m ü. A., auch Preiner Gschaid) ist ein Gebirgspass parallel zum Semmering-Pass. 

## Lage und Landschaft
Der Pass verbindet das niederösterreichische mittlere Schwarzatal mit dem steirischen Oberen Mürztal.
Er überquert an der Südabdachung der Rax den bewaldeten Kamm, der südwärts über den Tratenkogel (1565 m ü. A.) im Semmeringgebiet zum südöstlich gelegenen Semmering-Pass zieht. Über das Preiner Gscheid verläuft die Grenze zwischen Niederösterreich und der Steiermark.

## Passstraße L135/L103
Die Passstraße, die L135/L103, verbindet die Orte Reichenau an der Rax und die Ortschaft Prein an der Rax dieser Gemeinde Reichenau am Fuß des Passes (Höllental Straße B27 nächst Hirschwang über Edlach – Dörfl) mit Kapellen auf der steirischen Seite (Lahnsattelstraße B23).
Sie weist eine maximale Steigung von 11 % auf.

## Passhöhe
Auf der Passhöhe befinden sich ein Parkplatz und der Gasthof Edelweißhütte.

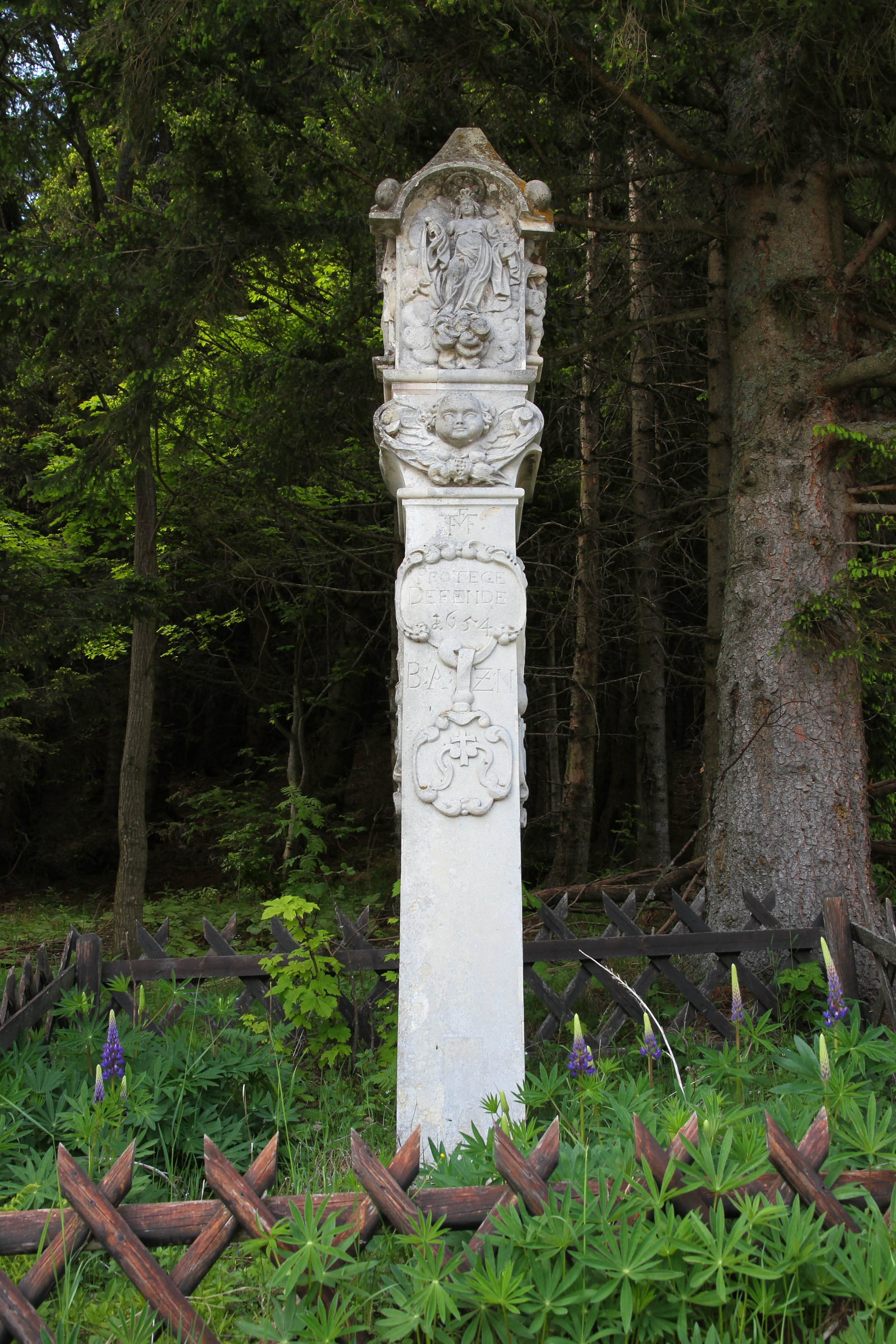
Mariensäule

Weiters steht hier die Mariensäule am Preiner Gscheid (Lage), ein Bildstock. Sie wurde unter dem Abt der Zisterzienserabtei Stift Neuberg, Balthasar II. Huebmann von Neuberg, als Grenzstein zwischen Österreich und Steiermark aufgestellt. Der Bildstock ist mit 1654 datiert.
Der reliefierte Pfeiler (Stele) zeigt rundum eine Wappenkartusche mit dem Wappen von Neuberg – ein unziales M besteckt mit einem Kreuz – und darüber die Stifterinitialen B:A:Z:N, eine Kartusche mit dem Spruch “PROTEGE DEFENDE” (‚schütze und verteidige‘) und dem Datum, die Initialen {\displaystyle {\overset {\mathrm {F} }{\mathrm {FMF} }}}, ein Puttenkopf und Hochreliefs der Heiligen Maria. Er steht unter Denkmalschutz (Listeneintrag).

## Wege

Das Preiner Gscheid südlich der Rax (Aufnahmeblatt der Landesaufnahme, um 1877)

Das Preiner Gscheid ist Knoten- und Ausgangspunkt mehrerer Wanderwege. Hier beginnt die Raxetappe des europäischen Fernwanderwegs E4. Auf der Rax sind folgende Hütten gut zu erreichen:
- Waxriegelhaus, Gehzeit: etwa 50 Minuten
- Seehütte über den Göbl-Kühn-Steig, Gehzeit: etwa 2 Stunden
- Karl-Ludwig-Haus über den Schlangenweg, Gehzeit: etwa 2 Stunden

Die Scheibenhütte auf der Großen Scheibe (1473 m ü. A.) liegt etwa fünf Kilometer südwestlich der Passhöhe.
Im Winter ist das Preiner Gscheid Ausgangspunkt für die viel begangene Schitour durch den Karlgraben auf das Rax-Plateau.